# NGC 6157
NGC 6157 је елиптична галаксија у сазвежђу Змај која се налази на NGC листи објеката дубоког неба.
Деклинација објекта је + 55° 21' 40" а ректасцензија 16h 25m 48,3s. Привидна величина (магнитуда) објекта NGC 6157 износи 14,5 а фотографска магнитуда 15,5. NGC 6157 је још познат и под ознакама MCG 9-27-39, CGCG 276-18, NPM1G +55.0256, PGC 58101.